# 佐伊陶
佐伊陶，是匈牙利索博尔奇-索特马尔-贝拉格州所辖的一个村。总面积9.17平方公里，总人口441，人口密度48.1人/平方公里（2011年1月1日）。